# Tidersrums församling

Tidersrum församling vapen

Tidersrums församling är en församling i Linköpings stift inom Svenska kyrkan. Församlingen ingår i Kinda pastorat och ligger i Kinda kommun i Östergötlands län.
Församlingskyrka är Tidersrums kyrka.

## Administrativ historik
Församlingen har medeltida ursprung.
Församlingen var till 1962 annexförsamling i pastoratet Norra Vi och Tidersrum. Från 1962 till 2009 var församlingen annexförsamling i pastoratet Kisa, Västra Eneby och Tidersrum. Församlingen ingår sedan 2009 i Kinda pastorat.

## Komministrar[6]
Lista över komministrar.
| Ämbetstid | Namn                          | Levnadstid | Övrigt                                                  |
| --------- | ----------------------------- | ---------- | ------------------------------------------------------- |
| 1593      | Johannes                      |            |                                                         |
| 1621-1623 | Samuell Magni Wigius          |            | Senare kyrkoherde i Vårdnäs församling.                 |
| 1623-     | Andreas Petri                 |            |                                                         |
| 1643-1646 | Andreas Thoreri Gelsenius     |            | Avsatt 1646. Senare kyrkoherde i Gärdserums församling. |
| 1646-1647 | Abrahamus Nicolai Eosander    |            | Senare komminister i Svanshals församling.              |
| 1648-1651 | Carolus Torstani Spinke       |            | Senare komminister i Tryserums församling.              |
| 1651-1653 | Sveno Magni Metzenius         | 1616–1665  | Senare kyrkoherde i Lillkyrka församling.               |
| 1651-1668 | Johannes Nicolai Schepperus   | -1668      |                                                         |
| 1669-1697 | Ericus Magni Finelius         | 1638-1697  |                                                         |
| 1699-1708 | Petrus Tranberg               | 1660-1708  |                                                         |
| 1709-1720 | Johannes Talsenius            |            | Senare kyrkoherde i Adelövs församling.                 |
| 1720-1734 | Magnus Ekstrand               |            | Senare kyrkoherde i Sunds församling.                   |
| 1734-1736 | Nicolaus Bruzelius            |            | Senare kyrkoherde i Ingatorps församling.               |
| 1737-1751 | Johan Lithmang Wigius         | 1705-1751  |                                                         |
| 1751-1767 | Jonas Tockerstrand            | 1713–1777  | Senare kyrkoherde i Malexanders församling.             |
| 1767-1778 | Petrus Presser                |            | Senare kyrkoherde i Malexanders församling.             |
| 1779-1789 | Nicolaus Hertzelin            | 1747–1793  | Senare kyrkoherde i Marbäcks församling.                |
| 1789-1802 | Lars Wallander                |            | Senare kyrkoherde i Målilla församling.                 |
| 1802-1808 | Johan Neuwijk                 |            | Senare kyrkoherde i Vena församling.                    |
| 1808-1810 | Stephan Widlund               | 1768-1810  |                                                         |
| 1813-1822 | Olof Löwendal                 | 1774–1844  | Senare kyrkoherde i Tingstads församling.               |
| 1822-1827 | Eric Aronson                  |            | Senare komminister i Vårdsbergs församling.             |
| 1827-1838 | Pehr Engstrand                |            | Senare kyrkoherde i Dalhems församling.                 |
| 1838-1867 | Johan Bernau                  | 1796-1867  |                                                         |
| 1869-1887 | Johan Carl Edvard Wahlén      |            | Senare kyrkoherde i Norra Vi församling.                |
| 1888-1892 | Johan Alfred Lindquist        |            | Senare komminister i Hällestads församling.             |
| 1892-1906 | Klas otto Reinhold Alborg     |            | Senare kyrkoherde i Norra Vi församling.                |
| 1906-     | Nils Gustaf Herman Segerstedt | 1874-      |                                                         |

## Klockare, kantor och organister
| Ämbetstid | Namn                      | Levnadstid | Övrigt                |
| --------- | ------------------------- | ---------- | --------------------- |
| 1789-1791 | Jonas Wiström             | 1723-      | Klockare              |
| 1795-1808 | Jonas Wiström             | 1762-1808  | Klockare              |
| 1809-1848 | Johan Fredrik Ekvall      | 1778-1848  | Klockare              |
| 1849-1868 | Nils Johan Bexell         | 1822-1868  | Organist och klockare |
| 1869-1878 | Frans Gustaf Thorstensson | 1843-      | Organist och klockare |
| 1879-1886 | Anders Johan Rosén        | 1854-      | Organist och klockare |
| 1886-1896 | Fredrik W. Clarin         | 1853-      | Organist och klockare |